# دلف (آرکانزاس)
دلف (به انگلیسی: Dolph) یک منطقهٔ مسکونی در ایالات متحده آمریکا است که در شهرستان ایزارد، آرکانزاس واقع شده‌است. دلف ۲۶۹٫۱۴ متر بالاتر از سطح دریا واقع شده‌است.